# Rougui Sow
Rougui Sow (* 7. Juni 1995 in Meulan-en-Yvelines) ist eine französische Leichtathletin, die sich auf den Weitsprung spezialisiert hat, aber auch im Dreisprung antritt.

## Sportliche Laufbahn
Erste internationale Erfahrungen sammelte Rougui Sow bei den Juniorenweltmeisterschaften 2014 in Eugene, bei denen sie mit 5,98 m den siebten Platz belegte. 2017 vertrat sie Frankreich bei der Team-Europameisterschaft nahe Lille und belegte dort mit 6,45 m den zweiten Platz. Bei den U23-Europameisterschaften im polnischen Bydgoszcz verpasste sie mit einer Weite von 6,46 m als Vierte die Bronzemedaille um knappe zwei Zentimeter. Anschließend nahm sie an der Sommer-Universiade in Taipeh teil und wurde dort mit 6,21 m Fünfte. Im Jahr darauf erreichte sie bei den Mittelmeerspielen in Tarragona mit 6,29 m Rang neun. 2019 wurde sie bei den Europaspielen in Minsk mit 6,39 m Siebte und belegte anschließend bei den Studentenweltspielen in Neapel mit 6,21 m Rang zehn.
2018 wurde Sow Französische Meisterin im Weitsprung sowie 2021 Hallenmeisterin im Dreisprung. Sie war Studentin an der University of South Carolina in Columbia.

## Persönliche Bestleistungen
- 100 m Hürden: 13,56 s (+1,7 m/s), 30. Mai 2015 in Reims
  - 60 m Hürden (Halle): 8,29 s, 9. Januar 2016 in Aubière
- Weitsprung: 6,72 m, 7. April 2017 in Athens
  - Weitsprung (Halle): 6,49 m, 22. Februar 2019 in Blacksburg
- Dreisprung: 12,07 m (+1,9 m/s), 26. Januar 2011 in Mayenne
  - Dreisprung (Halle): 13,96 m, 21. Februar 2021 in Miramas